# José Ignacio Cobo y Guzmán

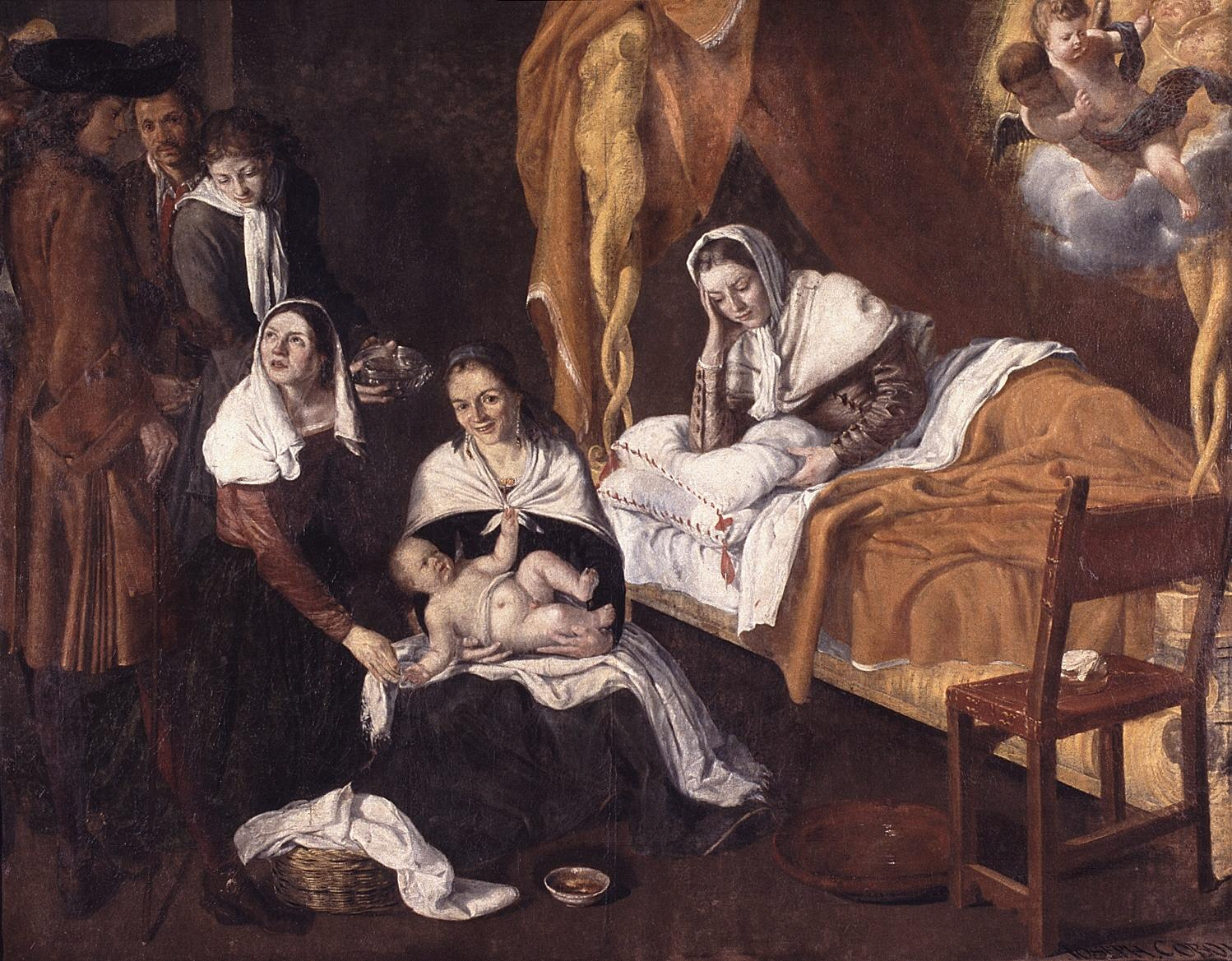
Nacimiento de San Pedro Nolasco, óleo sobre lienzo, 165 x 205,5 cm, Museo de Bellas Artes de Córdoba.

José Ignacio Cobo y Guzmán (Jaén, 1666-Córdoba, 1746) fue un pintor barroco español.
Natural de Jaén, donde según Ceán Bermúdez estudió con Ambrosio de Valois, discípulo a su vez de Sebastián Martínez, y establecido pronto en Córdoba, fue un estimable pintor, dotado de buen sentido narrativo y capaz de alcanzar altas cotas de realismo en los detalles secundarios de una obra que parece dedicada exclusivamente a los asuntos religiosos, con destino principalmente a los conventos mercedarios de Córdoba y Ecija. Es en obras como la serie dedicada a la vida de san Pedro Nolasco pintada para el claustro del convento de la Merced Calzada de Córdoba, dispersa tras la desamortización entre el Palacio de la Merced, actual palacio de la Diputación Provincial, y el Museo de Bellas Artes, y en particular en óleos como el dedicado al Nacimiento de San Pedro Nolasco (Museo de Bellas Artes de Córdoba), donde se encuentran esas cualidades narrativas, con su aproximación al relato religioso desde una estricta y contemporánea cotidianidad, aunque por otra parte no cabe descartar el posible conocimiento y la inspiración en la serie de Zurbarán para la Merced Calzada de Sevilla.